# Silversjön
För andra betydelser, se Silversjön (olika betydelser).

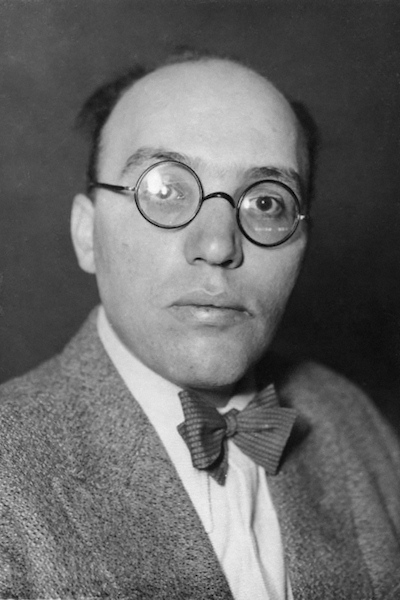
Kurt Weill år 1932.

Silversjön (tyska: Der Silbersee - Ein Wintermärchen) är en sångspel i tre akter med musik av Kurt Weill. Libretto av Georg Kaiser.

## Historia
Verket hade urpremiär den 18 februari 1933 i Leipzig tre veckor efter det nazistiska maktövertagandet den 30 januari. Man hann ge 16 föreställningar innan de stoppades av myndigheterna den 4 mars. Det var Weills sista projekt i Tyskland och han flydde utomlands den 21 mars. 
Silversjön sattes upp på Folkoperan med premiär 23 februari 2010.

## Personer
- Severin (tenor)
- Olim, polisofficer (baryton)
- Fennimore, Frau von Lubers brorsdotter (sopran)[2]
- Frau von Luber, Olims hushållerska (mezzosopran)
- Baron Laur, Frau von Lubers vän (tenor)
- Lotteriagent (tenor)
- Förste gravgrävare (baryton)
- Andre gravgrävare (baryton)

## Handling
I en skog nära Silversjön försöker Severin och hans två kamrater att begrava hungern, förkroppsligad av en halmdocka. När de inser att detta är omöjligt beger de sig till närmaste livsmedelsaffär och stjäl all mat de kan bära. Under flykten därifrån blir Severin nedskjuten av polismannen Olim och omhändertas. Men när Olim ska skriva sin polisrapport upptäcker han att det enda som Severin har stulit är en ananas. Detta sätter igång Olims samvete och tankar om samhällets orättvisor och det resulterar i att han river sönder polisrapporten och avgår från poliskåren. Samtidigt vinner han en stor summa pengar på lotteri. Olim bestämmer sig för att använda pengarna till att hjälpa Severin. Han köper ett slott och tar med honom dit.
Olim gör allt som står i hans makt för att väcka Severins livslust, men den rullstolsburne Severin är endast uppfylld av hämndbegär. Han vet inte att Olim var den som sköt honom.
Frau von Luber, som sköter hushållet i slottet, är girig och tillsammans med Baron von Laur försöker hon dra nytta av Olim och Severins komplicerade relation. Frau von Luber kallar in sin systerdotter Fennimore för att ta reda på männens hemlighet. Men Fennimore hjälper istället Olim och Severin att försonas. Under tiden har dock Frau Von Luber och Baronen lyckats lura Olim att skriva över slottet på dem.
Severin och Olim jagas iväg från slottet för att, enligt Frau von Lubers plan, drunkna i Silversjön som de måste ta sig förbi för att komma därifrån. Men sjön har mirakulöst frusit till is trots att våren är på väg. De två männen vandrar över den frusna Silversjön mot våren och med nytt hopp om livet.